# Seleniuro di gallio(II)
Il seleniuro di gallio(II) (GaSe) è un composto chimico. Ha una struttura stratificata esagonale, simile a quella del GaS. È un fotoconduttore, un cristallo di generazione di seconda armonica nell'ottica non lineare, ed è stato usato come materiale di conversione per il lontano infrarosso a 14-31 THz e oltre.

## Usi
Si dice che abbia il potenziale per le applicazioni ottiche ma lo sfruttamento di questo potenziale è stato limitato dalla capacità dei monocristalli di crescere con facilità I cristalli di seleniuro di gallio promettono bene come materiale utilizzabile per l'ottica non lineare e per i fotoconduttori. I materiali ottici non lineari vengono utilizzati nella conversione di frequenza della luce laser, la quale comporta lo spostamento della lunghezza d'onda di una fonte di luce monocromatica, di solito luce laser, per una più alta o più bassa lunghezza d'onda di luce che non può essere prodotta da una fonte laser convenzionale.
Esistono molti metodi di conversione di frequenza che usano materiali ottici non lineari. La generazione di seconda armonica porta a raddoppiare la frequenza dei laser al biossido di carbonio all'infrarosso. Nella generazione parametrica ottica, la lunghezza d'onda della luce viene raddoppiata. I laser a stato solido del vicino infrarosso sono di solito utilizzati nelle generazioni parametriche ottiche.
Un problema originale nell'utilizzo del seleniuro di gallio in ottica è che esso viene facilmente spezzato lungo linee di clivaggio e quindi può essere difficile da tagliare per applicazioni pratiche. Si è constatato, tuttavia, che dopando i cristalli con indio viene migliorata enormemente la loro resistenza strutturale rendendo così il loro utilizzo molto più pratico. Restano, tuttavia, le difficoltà riguardanti la crescita del cristallo, che deve essere elaborata prima, affinché i cristalli di seleniuro di gallio possano essere più ampiamente usati in ottica.

## Sintesi
La sintesi delle nanoparticelle di GaSe viene effettuata tramite la reazione di GaMe3 con selenio triottilfosfina (TOPSe, trioctyl phosphine selenium) in una soluzione ad alta temperatura di triottilfosfina (TOP, trioctyl phosphine) e ossido di triottilfosfina (TOPO, trioctyl phosphine oxide).
GaMe3 + P[(CH2)7CH3]3Se → GaSe
Una soluzione di 15 g di TOPO e 5 mL di TOP viene riscaldata a 150 °C da un giorno all'altro (overnight) sotto azoto, eliminando l'acqua che può essere presente nella soluzione iniziale del TOP. Questa soluzione di TOP iniziale è distillata a vuoto a 0,75 torr, prendendo la frazione da 204 °C a 235 °C. Una soluzione di TOPSe (12,5 mL di TOP con 1,579 g di TOPSe) viene dunque aggiunta e la miscela reagente TOPO/TOP/TOPSe viene riscaldata a 278 °C. Si inietta dunque il GaMe3 (0,8 mL) dissolto in 7,5 mL di TOP distillato. Dopo l'iniezione, la temperatura sale a 254 °C prima di stabilizzarsi intorno ai 266-268 °C dopo 10 minuti. Le nanoparticelle di GaSe iniziano allora a formarsi, e possono essere rilevate da una spalla (shoulder) nello spettro di assorbimento ottico nell'intervallo di 400-450 nm. Dopo che viene osservata questa spalla, la miscela di reazione viene lasciata raffreddare a temperatura ambiente per evitare ulteriori reazioni. Dopo la sintesi e il raffreddamento, il recipiente (vessel) di reazione viene aperto e l'estrazione della soluzione di nanoparticelle di GaSe viene ultimata con l'aggiunta di metanolo. La distribuzione delle nanoparticelle tra le fasi, polare (metanolo) e non polare (TOP), dipende dalle condizioni sperimentali. Se la miscela è molto secca, le nanoparticelle si separano nella fase del metanolo. Se, ad ogni modo, le nanoparticelle sono esposte all'aria o all'acqua, diventano prive di carica e partizionate nella fase del TOP non-polare.